# Пре-Руп

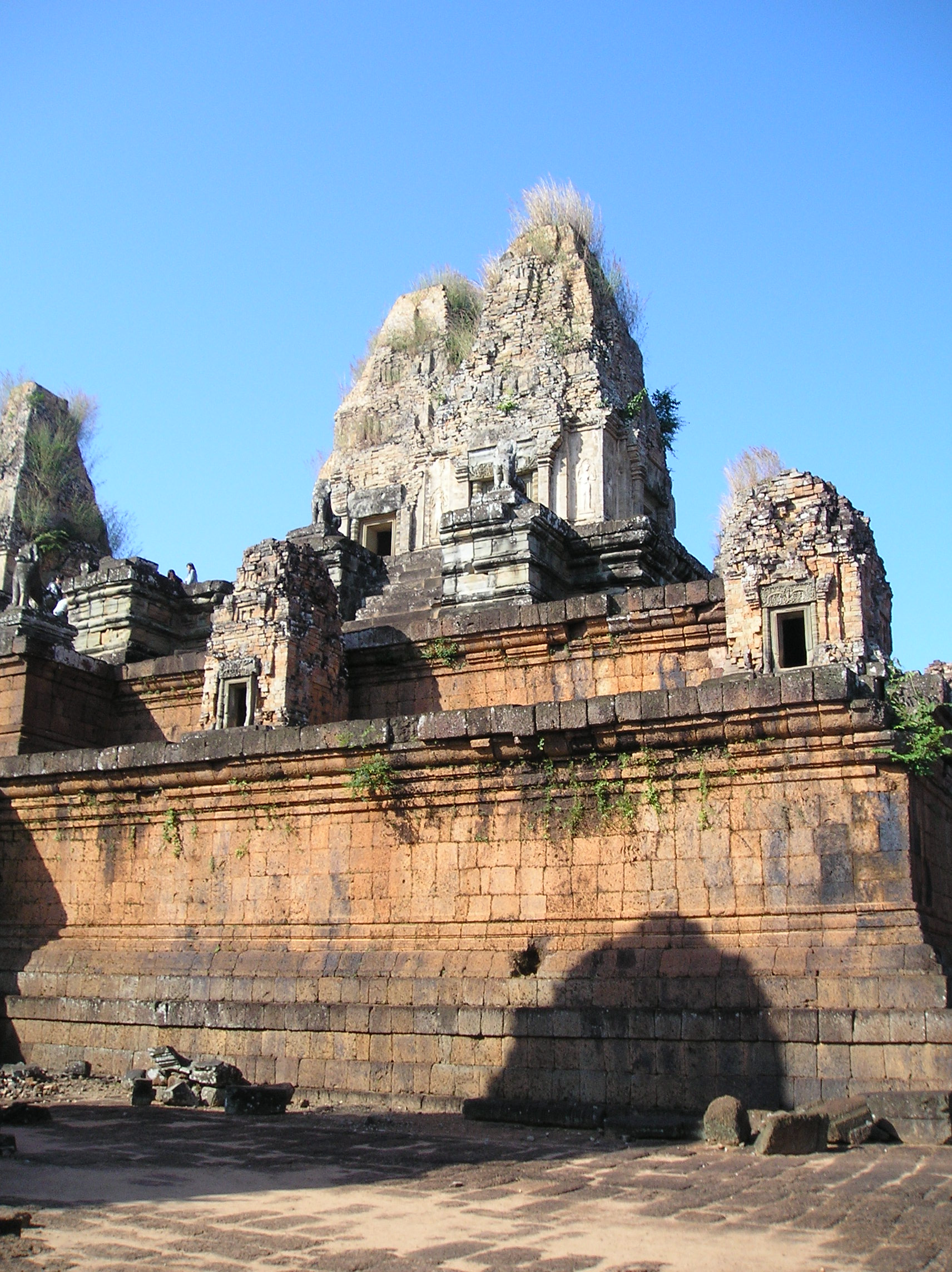
Храмовый комплекс Пре-Руп

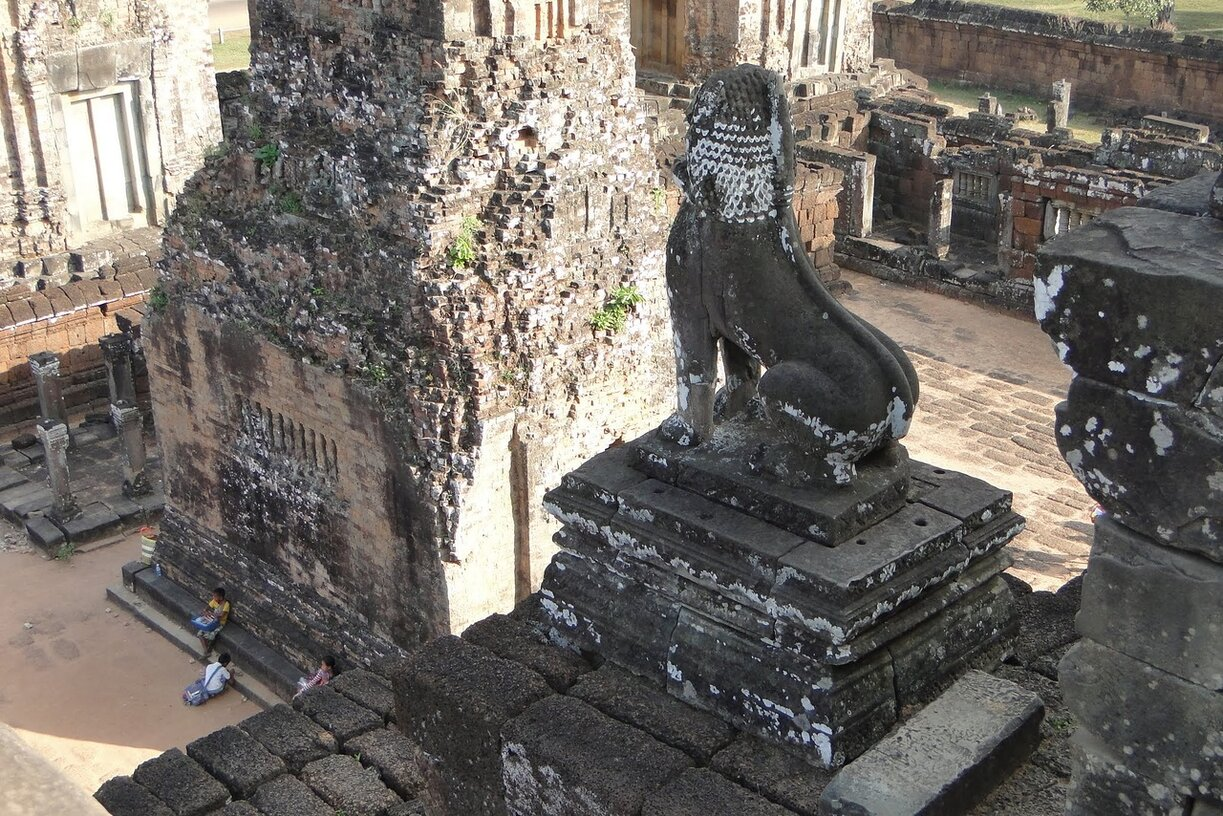
Лев во дворе храма

Пре-Руп (в переводе с кхмерского «Переворачивание тела») — один из самых значительных храмов-гор. Построен во времена правления Раджендвармана II, освящён в 961 или в начале 962 года. Посвящён Шиве.
Архитектура храма примечательна тем, что его постройка ознаменовало переход от доклассического периода к классическому.
Пре-Руп, вероятно, был центром новой столицы. Его название указывает на погребальные обряды кхмеров (поворачивания тела в разные стороны света, когда форму тела очерчивают пеплом усопшего).
Само название происходит от предмета наподобие саркофага, стоящего на входе храма, но на самом деле это было когда-то пьедесталом ездового животного Шивы — быка Нандина.
Храмовый комплекс обнесён двумя прямоугольными оградами разного уровня. Был построен на насыпи.
Состоял из: пирамиды с 3 латеритовыми террасами разной высоты, увенчанной 5 башнями-прасатами, 4 угловыми и центральным доминирующим по высоте, который возвышался на ещё 2 террасах.
Ров — символ космического моря, пролегал вдоль наружной латеритовой ограды размером 118 × 110 метров.
4 осевых входных павильона увенчаны гопурами, когда-то состояли из центрального помещения, окружённого 4 комнатами, каждой из которых предшествовал портик.
Внутренняя (первая) ограда имела ворота и 4 небольших гопурах. Вдоль стены располагалось 9 длинных прямоугольных кирпичных строений. Вскоре эти здания неизвестного назначения были превращены в непрерывную галерею по периметру.
У восточной гопуры стоит знаменитый пьедестал Нандина и две параллельные ему «библиотеки».
В северо-восточном углу территории храмового комплекса находится маленькая латеритовая беседка с ложным ступенчатым сводом, куда когда-то помещалась стела. На этой стеле, в честь основания Пре-Руп, была высечена одна из самых длинных надписей на санскрите, включавшая 298 стихов.
На 1-м уровне латеритовой пирамиды с 3 террасами, длина которой составляет 50, а высота 12,5 метров, расположено 12 маленьких прасатов вмещающих линги.
Башни на вершине пирамиды сложены из кирпича, божества в нишах, когда-то были покрыты штукатуркой из песка и извести.
Декор архитравов и дверей из песчаника, говорит об исключительном мастерстве архитектора и авторов: 8-угольные колонки, обрамляющие входы покрыты изощрённым орнаментом.
В центральном прасате хранилась линга Раджендрабхадрешвара — знак того, что этот правитель отождествлялся с Шивой Бхадрешварой, древним богом-покровителем Ченлы. Линге воздавали почести в юго-восточной башни, а в остальных башнях почитали Вишвапуру — легендарного предка короля, тётю Радженравармана II и жену Джаявармана IV — Джаядеви (Джаендрадеви), и Харшавармана II её сына и предшественника Раджендравармана II на троне.